# GAZelle
Die GAZelle (russisch ГАЗель, GAZel) ist ein Kleintransporter der russischen Automobilfabrik Gorkowski Awtomobilny Sawod (GAZ), welcher von 1994 bis 2010 in Nischni Nowgorod produziert wurde. Die GAZelle ist in Russland und anderen osteuropäischen und mittelasiatischen Staaten sehr weit verbreitet und wird sowohl als Transporter (darunter auch als Rettungswagen) als auch im öffentlichen Personennahverkehr (häufigster Autotyp für Marschrutka) eingesetzt. Es handelte sich um den erfolgreichsten Typ des Herstellers nach dem Ende der Sowjetunion. Seit dem Erscheinen des Nachfolgers GAZelle-Business wird nur noch die GAZelle-Standard mit der 2003 modernisierten Karosserie und teilweise modernisierter Technik produziert. Nach dem Vollproduktionsanlauf der GAZelle NEXT werden auch diese Varianten nicht mehr produziert.

## Modellhistorie
Am 20. Juli 1994 begann die Produktion der Modellreihe als GAZ-3302. Auf der Plattform wurden nach und nach Fahrgestelle für diverse Aufbauten, Pritschenwagen, Kastenwagen, Kleinbusse oder Minibusse mit einer Nutzlast bis zu 1,5 Tonnen hergestellt. Das Leergewicht wird mit 2650–2800 kg angegeben. Vorne wurden Scheibenbremsen mit Schwimmsattel von Lucas verbaut. Den Antrieb übernahm der Vierzylinder-Benzinmotor UMP-4.215 (Euro 0) mit 2890 cm³ und 65 kW (89 PS) oder 70 kW (96 PS). Alternativ stand der Vierzylinder-Benzinmotor ZMZ-402 (Euro 0) mit 72 kW (98 PS) aus den von GAZ produzierten Modellen GAZ-3102 Wolga und GAZ-31029 Wolga zur Verfügung. Zudem gab es den von Steyr Motors entwickelten GAZ-560-Dieselmotor mit 2134 cm³ und 70 kW (95 PS) (Euro 1), später mit Turbolader 81 kW (110 PS) (Euro 2). Im Juni 1995 wurde erstmals eine kleine Serie mit Allradantrieb hergestellt und erstmals gab es LPG-Umrüstungen, da der Verbrauch des Motors sehr hoch war. Gleichzeitig folgte auch der GAZ-33023 als Kombi-/Lieferwagen für bis zu fünf Passagiere und 1000 kg Nutzlast als sogenannter GAZelle Bauer zum günstigeren Einstiegspreis.
Mit Allradantrieb als GAZ-330273. Der GAZ-2705 wurde als Kastenwagen mit einer Nutzlast von 1350 kg und zwei Sitzplätzen, als Kombi mit sechs Sitzplätzen und 1 Tonne Nutzlast, jeweils beidseitig mit Schiebetüren angeboten. Ab Januar 1996 war der Kleinbus GAZ-3221 mit acht Sitzplätzen, abgeleitet vom GAZ 2705 erhältlich, der eine separate Fahrgastraum-Klimaanlage bzw. Heizung erhielt. Im Sommer 1996 gab es diesen auch mit permanentem Allradantrieb als GAZ-32217.
Im März 1996 folgte der Minibus GAZ-32213 mit bis zu 13 Sitzplätzen, ab Sommer 1996 auch mit permanentem Allradantrieb als GAZ-322137. Ab Juli 1996 wurde der GAZ-32214 als Krankenwagen produziert und ab August 1996 war der GAZ-322132 erhältlich, ein kleiner Linienbus mit vorderer Schiebetür und 10 oder 12 Sitzplätzen. Von Semar wurde zwischen 1995 und 2007 auf der Grundlage der GAZelle der Semar-3234 produziert. Neben Schulbussen und Krankenwagen werden auch andere Spezialversionen wie etwa Leichenwagen produziert. Der Semar-3234 war das meistverkaufte Modell, das auf der GAZelle-Basis von Fremdherstellern gefertigt wurde.
Seit 1998 werden auch gekürzte Version der Gazelle produziert, der GAZ-2217 „Sobol“ für den Personentransport und der GAZ-2252 „Sobol“ als Lieferwagen. Die maximale Zuladung ist auf 980 kg begrenzt. Der Minivan GAZ-22171 Barguzin, der einzige aus der GAZelle/Sobol Familie, hat ein niedriges Dach. Von allen Modellvarianten gab es Versionen mit Allradantrieb (4×4).
Ab 2002 wurden serienmäßig auch Langversionen der GAZelle angeboten, die ursprünglich nur als Fahrgestell oder Abschleppwagen in Sonderanfertigung hergestellt worden waren.

## Serie II
Im Januar 2003 startete die zweite Generation, äußerlich erkennbar durch eine neu gestaltete Front mitsamt Kühlergrill, Stoßfänger und Scheinwerfern. Im Inneren wurden das Armaturenbrett überarbeitet und die Sitze verbessert. Die Technik wurde ebenfalls überholt. Der Vierzylinder-Benzinmotor UMZ-4216 mit 2890 cm³ und 75 kW (102 PS) (Euro 2) ersetzte den UMZ-4.215, der ZMZ-4062 (Euro 2) mit 104 kW (142 PS) den bisherigen ZMZ-Motor. Der Dieselmotor wird nun nur noch mit Turbolader und Ladeluftkühlung gebaut, bleibt in der Leistung jedoch gleich, wird aber sparsamer und erreicht nun die Abgasnorm Euro 3. Diese Maßnahmen waren notwendig, da die GAZelle auch beispielsweise nach Polen oder Tschechien exportiert wird und hier die schärferen Vorschriften der Europäischen Union bei den Abgasnormen gelten.
Im August 2005 wurde die eine Millionste GAZelle hergestellt. Zur gleichen Zeit wurde ein Antiblockiersystem verfügbar, das bei den Kombi-/Busvarianten und den schwereren Versionen serienmäßig zum Einsatz kam.
Gleichzeitig begann der Marktanteil der GAZelle auf dem Heimatmarkt durch modernere Modelle von ausländischen Herstellern, wie dem Fiat Ducato und dem Hyundai Porter zu sinken. Es folgte daher eine Überarbeitung des UMZ-4216 mit nun 78 kW (106 PS), jedoch weiterhin mit einem unökonomisch hohen Benzinverbrauch von 15 bis 20 l/100 km.
Da GAZ kein eigenständiges Modell entwickeln wollte, beteiligte man sich an LDV. Geplant war der Bau des LDV Maxus in Russland als Nachfolger der GAZelle ab 2007. Finanzielle Engpässe verschoben dies immer wieder und es wurden zuerst Modelle des Maxus importiert. 2008 wurde dann die Montage von CKD-Bausätzen aufgenommen. Gleichzeitig entfiel der Dieselmotor bei der GAZelle, um dem Maxus nicht unnötig Konkurrenz zu machen. Der UMP-4.215 wurde durch einen in Lizenz hergestellten 2,4-Liter-DOHC-Benzinmotor abgelöst. Die Leistung des ZMZ-4062 stieg auf 112 kW (152 PS).
Durch den Konkurs von LDV und den Aufkauf sämtlicher Rechte durch SAIC musste GAZ sich vollständig neu orientieren. Daher wurde die Entwicklung der GAZelle-Business als Übergangslösung in Angriff genommen. Nach dem Markteintritt dieses größeren und moderneren Modells im Jahr 2010 wurde die Produktion der GAZelle schrittweise nach und nach eingestellt. Seit 2011 sind nur noch die kleinen Standardmodelle als Einstiegsfahrzeuge erhältlich. Das seit 2013 neu erhältliche Modell GAZelle NEXT wird langfristig sowohl die GAZelle als auch die GAZelle Business ersetzen.

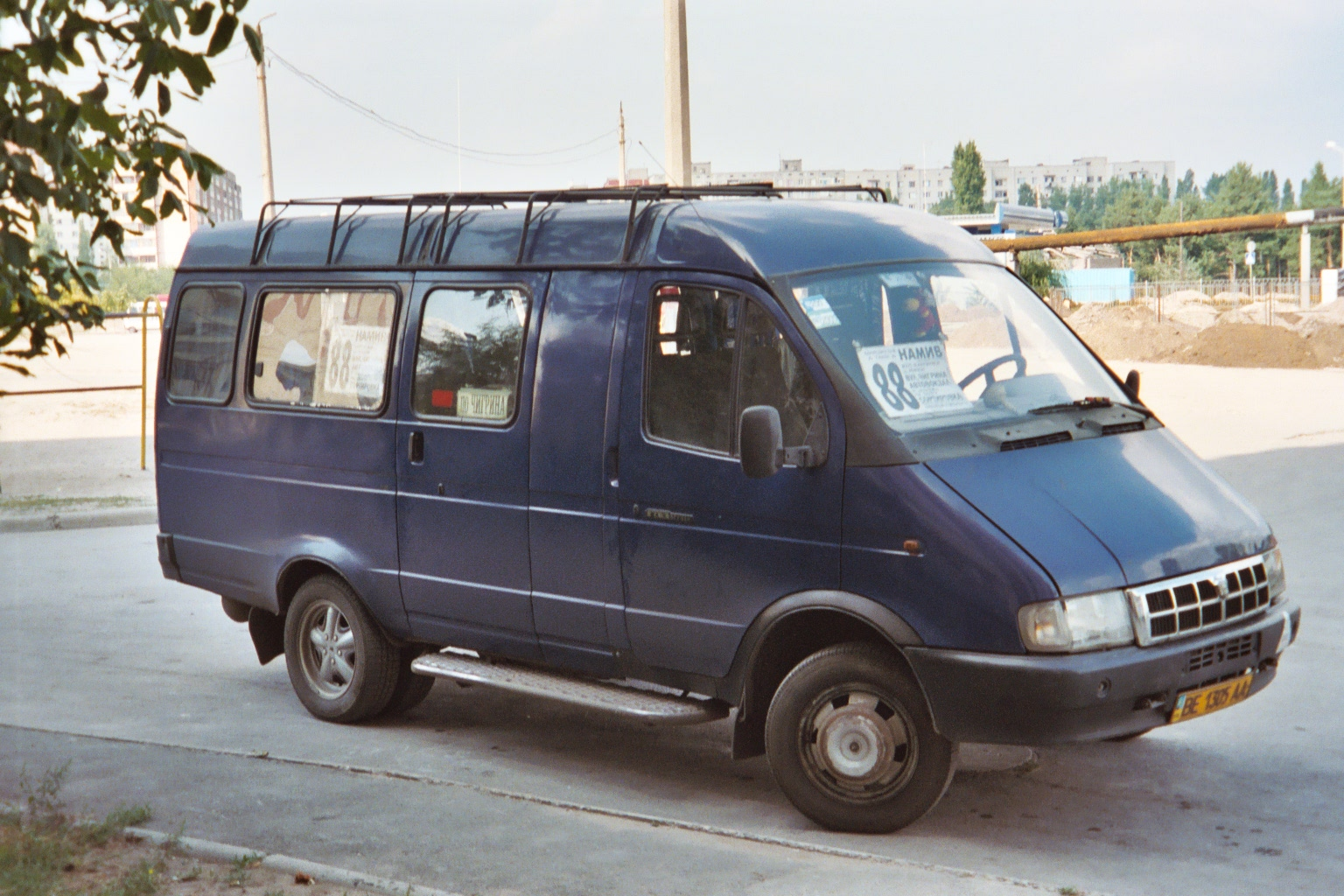
GAZelle Serie 1
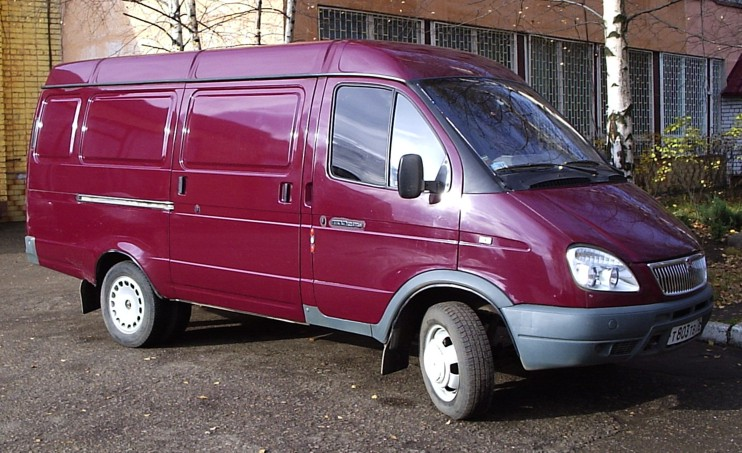
GAZelle Kastenwagen
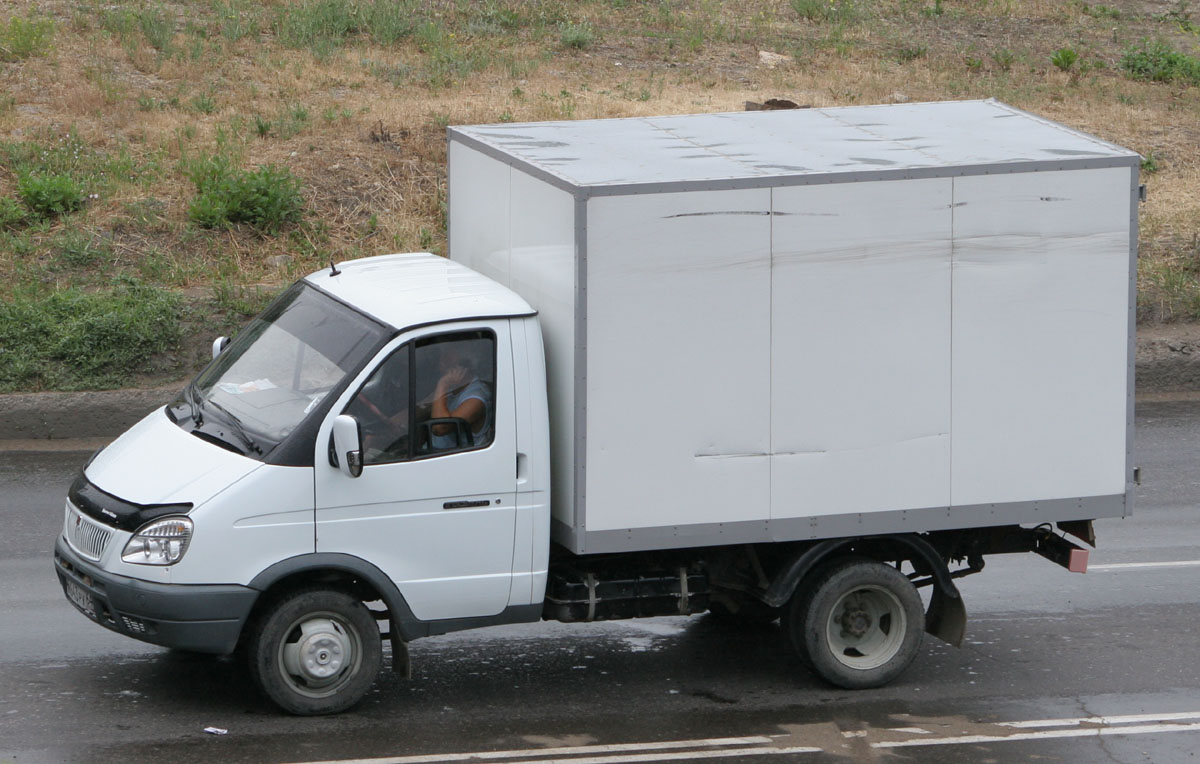
GAZelle mit Kofferaufbau
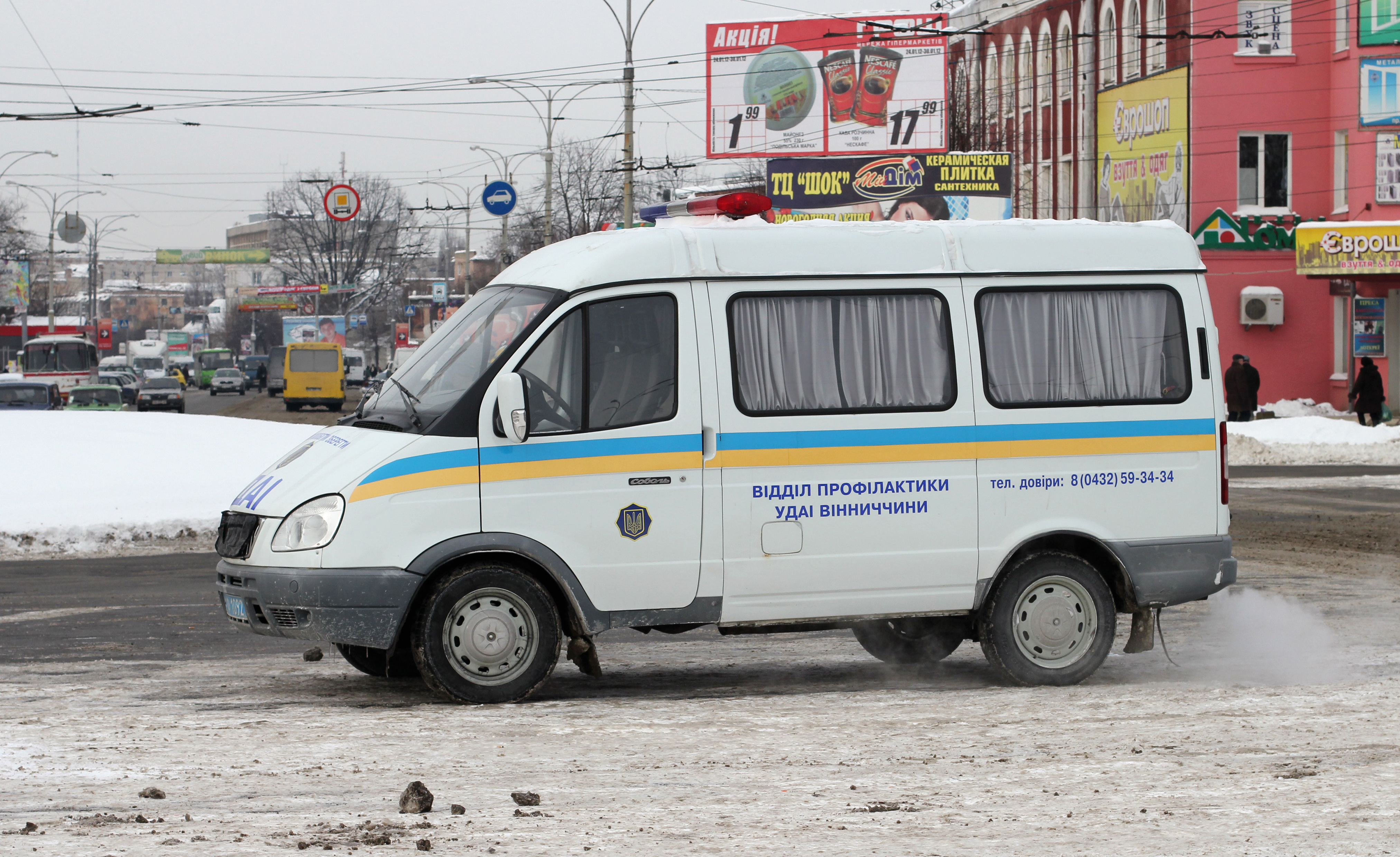
GAZ-2217 Sobol Polizeiwagen
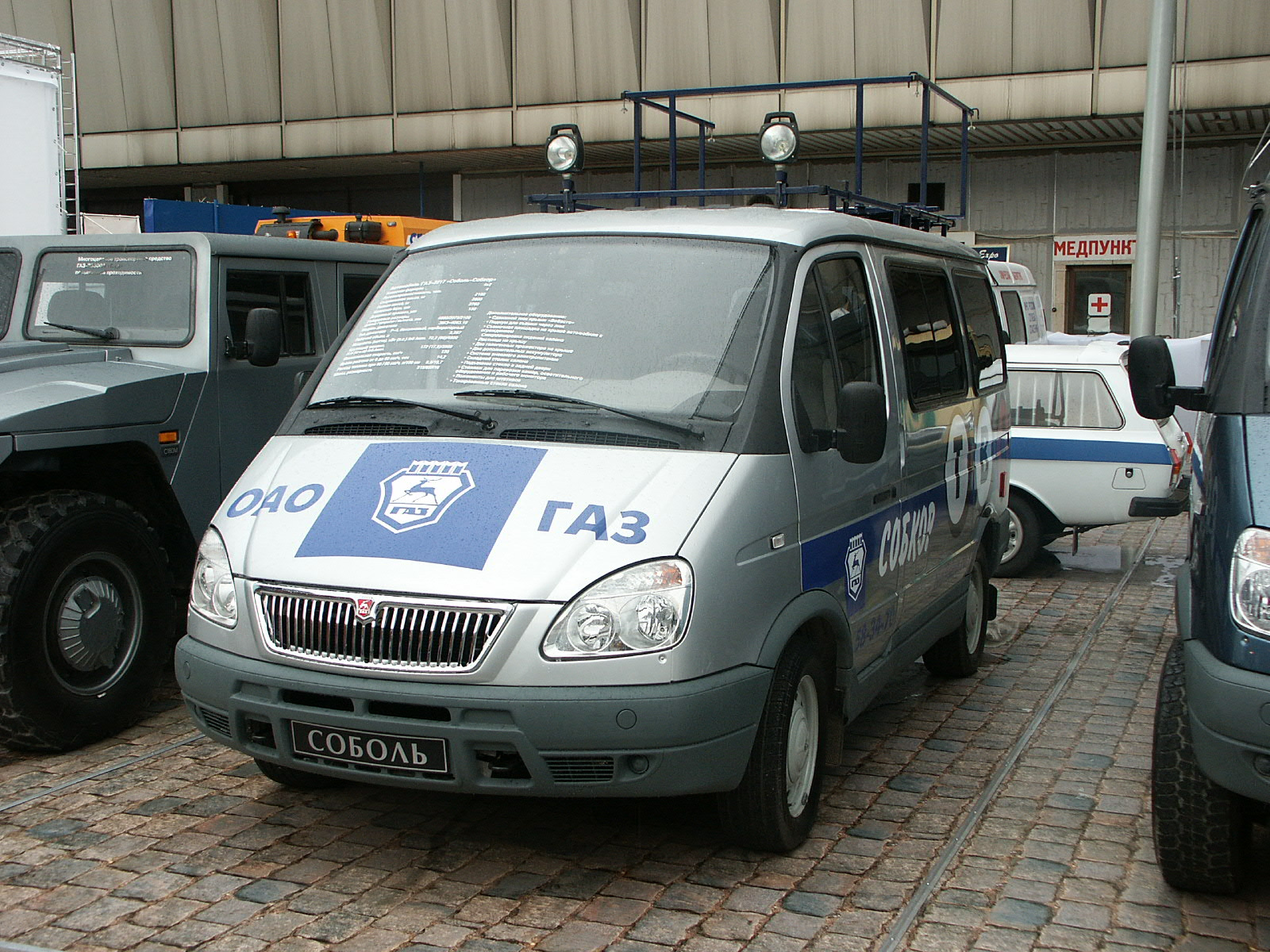
GAZ-22171 Barguzin
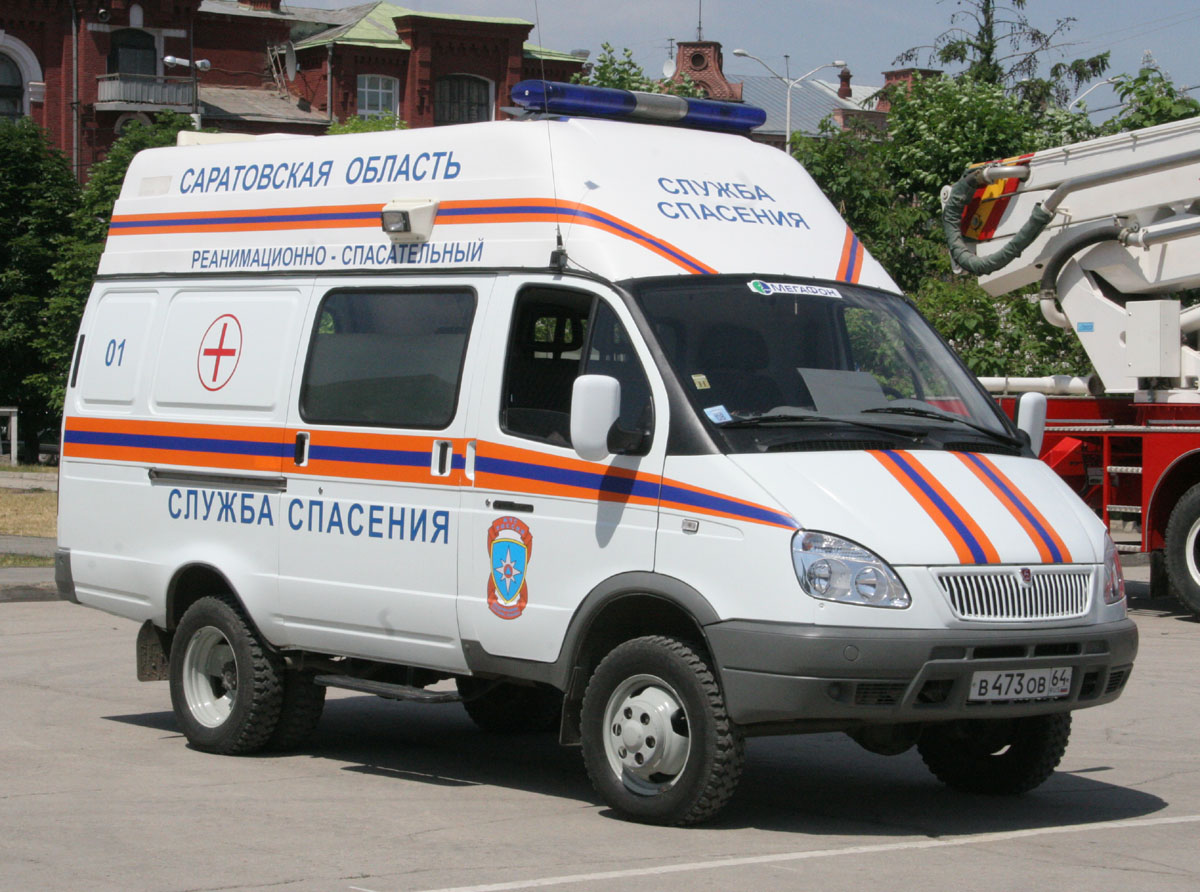
GAZelle des Rettungsdienstes